# Токарівщина
Токарівщина (біл. вёска Такарэўшчына) — село в складі Молодечненського району Мінської області, Білорусь. Село підпорядковане Олехновицькій сільській раді, розташоване в західній частині області.

## Історія
У 1921–1945 роках село знаходилось у Польщі, у Вільнюськім воєводстві, Вілейського повіту, з 1927 року Молодечненського повіту, гміні Гарадок.

## Населення
- 1866 рік — 48 людини, 7 будинки[1]
- 1921 рік — 90 людини, 16 будинків[2].
- 1931 рік — 111 людини, 16 будинків[3].